# Museo Nacional de Antigüedades y Arte Islámico
El Museo Nacional de Antigüedades y Arte Islámico (en francés: Musée National des Antiquités & des Arts Islamiques) es un museo de arte en Argel, Argelia.

## Historia
Según la organización Museum with No Frontiers, el Museo Nacional de Antigüedades y Arte Islámico es el museo más antiguo de Argelia y África. La colección fue creada en 1835 por Bertrand Clauzel, militar francés y gobernador de Argelia, y comisariada por Louis-Adrien Berbrugger, arqueólogo y filólogo francés. El primer museo se inauguró en 1838 con antigüedades de origen argelino. Hasta 1896, el museo se había trasladado a varios lugares diferentes, hasta que se instaló definitivamente en las colinas de Mustapha Pasha —ahora conocido como el Parque de la Libertad— y se inauguró oficialmente allí en 1897.
En 1911, Baedeker en su libro El Mediterráneo, puertos y rutas marítimas: Manual para viajeros, lo describió como «la mejor colección de este tipo en Argelia».
La colección está distribuida en dos edificios separados: uno contiene la colección preislámica, mientras que el otro tiene la colección de arte islámico. La sucursal del museo que alberga la colección islámica se inauguró en 2003. En 2006 se inauguró una sala de lectura con una colección numismática.
En marzo de 2019, durante las protestas argelinas de 2019-20, el museo fue saqueado. Según el Ministerio de Cultura argelino, los delincuentes aprovecharon la agitación de las protestas callejeras para penetrar en el museo, romper y robar algunas de las piezas expuestas, iniciar incendios en las oficinas de la administración y destruir documentos de registro. Trataron de hacer lo mismo la semana anterior, pero la policía había contenido a los saqueadores. Unos días después, las autoridades argelinas anunciaron que se habían recuperado los artefactos robados del museo (principalmente espadas y armas de fuego de la década de 1950) y que el incendio había tenido lugar en un pasillo que estaba en remodelación.